# The Dove Shack
The Dove Shack est un groupe de hip-hop américain, originaire de Long Beach, en Californie. Chacun des membres a publié des albums solos.

## Biographie
Le groupe publie son premier album, This Is the Shack, le 22 août 1995, produit en grande partie par Warren G. L'album atteint la 68e place du classement américain Billboard 200 et 13e place des R&B Albums. Les singles extraits de l'album, Summertime In The LBC et We Funk (The G Funk) atteignent également les classements. Après 1995, le groupe se fait discret. Les membres publient un second album, Reality Has Got Me Tied Up, en 2006. C-Knight est décédé le 7 novembre 2023, à l'âge de 52 ans.

## Discographie

### Albums studio
- 1995 : This Is the Shack
- 2000 : Reality Has Got Me Tied Up (Japon uniquement)

### Albums solos
- 2001 : C-Knight – Knight Time
- 2010 : 2Scoop – It's About Time
- 2010 : Bo Roc – My Music, My Soul
- 2011 : Bo Roc – Loves For Free (avec Sabotawj) (EP)